# ミケ (自転車メーカー)
ミケ（伊:MICHE s.r.l.）は、1919年にイタリアのトレヴィーゾ県、サン・ヴェンデミアーノでフェルディナンド・ミシュラン（伊：Ferdinando Michelin）によって1919年に創業した自転車のパーツブランドであり、2021年現在もイタリアでの生産を行う数少ないコンポーネントメーカーである。
創業当時はMichelinとしてクランクやチェーンリング、ヘッドパーツなどの製造を行っていた。
MICHEは一部の層においての愛称ミッチェと呼ばれる事もある。

## 歴史
- 1919年サン・ヴェンデミアーノにて創業、当初の事業ではCiclopiaveという名前で自転車や原付を製造していた。
- 1935年自転車のコンポーネントとアクセサリーの製造を開始。
- 1963年にフェルディナンド・ミシュランは事業を分割、息子たちに半分を与える、長男のイタロはパーツ製造、次男のティデオはステラ・ヴェネタ（伊：Stella Veneta）の車体製造部門を担当した。ステラ・ヴェネタは1964年の東京オリンピックのロードレースにてイタリアのマリオ・ツァニン選手が使用し金メダルを取った。しかしFacMichelin(Factory of Michelin)として刻印しコンポーネント販売を始めた頃、フランスのタイヤメーカーミシュランより、名前にユーザーの誤解を招くと通達があり、両社で話し合いMICHE社はタイヤ製造を行わないと約束をし、ミシュランと紳士協定を結ぶ。
- 次男のティデオミシュランの死後、自転車の部門は売却され後に閉鎖されたが、コンポーネント側はますます強力になり、やがてミケは独自の製品を作るだけでなく、カンパニョーロ、ジピエム、ピナレロ、プジョー、ローリー（ラレー）などに代わって契約作業も行っていた。

## 日本でのミケ
日本では、グループセットとして変速機などすべてが揃うカンパニョーロやシマノなどに押されていることや、輸入代理店の取り扱いの兼ね合いもありロードレーサーやMTBのグループセットはあまりイメージがないが、ロードレースのプロコンチネンタルチームに供給されおり高い性能を発揮している、なお一部パーツにおいてはNJS規格審査を通過し2021年10月開業の千葉JPFドームにて使用されるカーボン製競輪用トラックレーサーへの使用やガールズ競輪の後輪などで使用が認められている、輸入代理店は京都に本社を構える株式会社岩井商会が取り扱っている。

## ラインナップ
ミケはクランク・カセットスプロケット・ホイールなどを一つのグループとして設計しており、この纏まりを「グループセット」と呼称している。
グループセットは主に同一グレード間の物であるが、ボトムブラケットやチェーンは他グレードに渡って共有されることがある。

### ミケのロードグループセット一覧（2021年現在の現行品）
- スーパータイプ(SUPERTYPE)：前2速、後11速
- エスダブルアール(SWR)：前2速、後11速
- シンティウム(SYNTIUM)：前2速、後11速
- レース(RACE)：前2速、後11速
- チーム(TEAM)：前2速、後10速

### ミケのMTBグループセット（2021年現在の現行品）
- エックストーン(XTONE)：前1速、後11速または12速

### ミケのグラベルグループセット（2021年現在の現行品）
- グラフ(GRAFF)：前2速、後11速
- GRAFF ONE：前1速、後11速または12速

### ミケのトラックレーサ向けグループセット（2021年現在の現行品）
- アティーバ(ATTIVA)：SRM社製パワーメータークランク
- ピスタード(PISTARD)：
- プリマト(PRIMATO)：
- エクスプレス(XEPRSS)：

## 製品の特徴
変速機
- ミケは2020年現在、変速機の製造は行っておらず、上位モデルから各コンポーネントとの互換性を持ち、スーパータイプに9100 Dura-Aceを使用するよう推奨されている。

パワーメータークランク
- 2020年からATTIVA（アティーバ）シリーズとしてSRM社のパワーメーターのアームを搭載したクランクを発売、トラック用クランクに関してはイタリアのナショナルチームへの供給があり高いパフォーマンスを発揮している。

クランク
- スーパータイプやSWRなどの上位モデルに関してはカーボンアームのクランクとなっている。

「ハイスティフネスリンクギアマウントシステム」という独自の技術で、一見してみると4点のボルト止めに見えるがクランクアームに1か所、クランクアーム正反対方面のチェーンリングでもう1か所固定されており6点止めとなっている、これによりギアの重要なねじれ部分に追加のアタッチメントポイントを配置することで、より高い剛性とシフト精度を実現している
カセットスプロケット
ミケのカセットスプロケットは基本的にプリマト(PRIMATO)をモデル名とし、シマノとカンパニョーロ互換の2種類が用意されている、さらには2018年に発表されたカンパニョーロ12速モデル互換のカセットも用意されている。
なおトップグレードであるスーパータイプについてはローギアの歯を硬化アルマイト処理された専用のモデルが用意されており、シマノ、カンパニョーロともに10速のモデルも存在する。